# Camarones, Querétaro Arteaga
Camarones är en ort i Mexiko.   Den ligger i kommunen Cadereyta de Montes och delstaten Querétaro Arteaga, i den centrala delen av landet, 170 km norr om huvudstaden Mexico City. Camarones ligger 1 346 meter över havet och antalet invånare är 472.
Terrängen runt Camarones är kuperad åt nordväst, men åt sydost är den bergig. Runt Camarones är det ganska glesbefolkat, med 22 invånare per kvadratkilometer. Närmaste större samhälle är Pacula, 16,2 km nordost om Camarones. I omgivningarna runt Camarones växer huvudsakligen savannskog.